# Emma Roldán
María Blasa Emma Roldán Reyna (San Luis Potosí, México, 3 de febrero de 1893-Ciudad de México, México, 29 de agosto de 1978) fue una actriz mexicana.

## Biografía y carrera

### Primeros años
Nació en San Luis Potosí, siendo hija de don José María Roldán y doña Virginia Reyna. Tuvo tres hermanos, ella fue la segunda. Sus padres eran dueños de un hotel ubicado frente al Teatro de la Paz, donde frecuentemente se presentaban obras de teatro de compañías de zarzuelas. Uno de los artistas pertenecientes a esas compañías era José de Jesús Esteban Ojeda Linares, de quien la actriz se enamoró y posteriormente se casó. Con él procreó a sus dos hijos, Emma y Pedro. Radicaron en Monterrey pero hacían giras por toda la República Mexicana, al cabo de unos años Emma se cansó de esa vida, se separó de sus esposo y volvió a vivir con sus dos hijos a la casa de sus padres en su ciudad natal.

### Incursión actoral
Más tarde, se unió a la compañía teatral Esperanza Iris como bailarina, la compañía viajó a Cuba y allí ella conoció al director Alfredo del Diestro, quien se convirtió en su segundo marido. Después de su matrimonio renunció a la compañía y se radicó junto a su marido en Colombia. Junto a él verdaderamente aprendió la profesión de actriz que posteriormente la convertiría en leyenda. Ambos trabajaron para la prestigiosa compañía de teatro de las leyendas del teatro María Tereza Montoya y Virginia Fábregas.
Su primer trabajo como actriz fue la película María, una cinta muda filmada en Colombia en 1922. Después residió en Hollywood, California, donde trabajó en algunas películas sonoras en idioma español, como Soñadores de gloria (1930), El impostor (1931), y ¿Conoces a tu mujer? (1931), antes de volver a México en 1932 para rodar El anónimo (1933), con la que marcó su primera película realizada en su país natal. 
Trabajó en varias cintas durante el transcurso de la Época de Oro del cine mexicano, incluyendo Allá en el Rancho Grande (1936), Flor de durazno (1945), Soy charro de Levita (1949), Vino el remolino y nos alevantó (1950), Cárcel de mujeres (1951), Los hijos de María Morales (1952), El mil amores (1954), entre otras. Concluido el cine de oro, participó en producciones como La cucaracha (1959), Simitrio (1960), La pasión según Berenice (1976), etcétera.
Su amplia trayectoria artística no sólo se limitó al cine, también destacó en televisión con telenovelas como; Madres egoístas, El crisol, Amor y orgullo, Leyendas de México, Duelo de pasiones, Los Caudillos, La gata, La Constitución, El edificio de enfrente, El carruaje, Hermanos Coraje.

### Trabajo como vestuarista
Además de su profesión de actriz Emma Roldán estudió diseño de vestuario en París, Francia y se encargó del vestuario de muchas películas, entre ellas Juárez y Maximiliano (1934), Sor Juan Inés de la Cruz (1935), La novia del mar (1948) y Han matado a Tongolele (1948).

## Muerte
De igual forma llegó a participar en la producción, Viviana, protagonizada por Lucía Méndez y que gozó de gran éxito en México, interpretó a Matilde la dulce y afable sirvienta que ayuda y aconseja a la protagonista. La actriz no pudo terminar su participación en la telenovela debido a que falleció durante el transcurso de las grabaciones, el 29 de agosto de 1978, víctima de un ataque al corazón.

## Filmografía

### Películas
- Ratero (1979) .... Mamá del Loco Lucas
- Las apariencias engañan (1978, estrenada en 1983) .... Anciana del asilo
- Amor libre (1978)
- El perdón de la hija de nadie (1978)
- Matinée (1977) .... Dueña de la tienda de muebles
- El Lugar sin limites (1977) Ludovinia
- Lo mejor de Teresa (1976) .... La abuela
- La pasión según Berenice (1975) .... Josefina
- El encuentro de un hombre solo (1974) .... La abuela de Renata
- El miedo no anda en burro (1973) .... Doña Paz
- El castillo de la pureza (1973) .... Encargada de la limpieza
- La verdadera vocación de Magdalena (1971)
- Chico Ramos (1970)
- Mamá Dolores (1970) .... La abuela
- La hermana Dinamita (1970)
- El hermano Capulina (1969)
- Una noche bajo la tormenta (1969)
- Las visitaciones del diablo (1968) .... Toña
- La vida de Pedro Infante (1966)
- El jinete justiciero en retando a la muerte (1966)
- Despedida de soltera (1965)
- Si quiero (1965)
- Especialista en chamacas (1965)
- Aquella Rosita Alvírez (1965)
- El revólver sangriento (1965)
- El amor no es pecado (1964)
- La casa del terror (1964)
- Guadalajara en verano (1964) .... Lucrecia
- Las lobas del ring (1964)
- El tragabalas (1964)
- Ruletero a toda marcha (1964)
- Un hombre en la trampa (1963)
- Mi revólver es la ley (1963)
- Museo del horror (1963)
- Entrega inmediata (1963)
- El rey del tomate (1962)
- La edad de la inocencia (1962)
- Muerte en la feria (1962)
- La barranca sangrienta (1961)
- La venganza del resucitado (1961)
- El malvado Carabel (1960)
- Peligros de juventud (1960)
- Simitrio (1960)
- Por ti aprendí a querer (1960)
- Aventuras de Chucho el Roto (1959)
- La captura de Chucho el Roto (1959)
- Chucho el Roto (1959)
- La entrega de Chucho el Roto (1959)
- Flor de mayo (1959) .... Carmela
- Milagros de San Martín de Porres (1959)
- Pistolas invencibles (1959)
- Flor de canela (1959)
- La llorona (1959)
- Cuando ¡Viva Villa! es la muerte (1958) .... Mamá de Pascual
- La cucaracha (1958)
- La estrella vacía (1958) .... Teresa
- La llorona (1958)
- Póker de reinas (1958)
- Señoritas (1958)
- El vestido de novia (1958)
- Un vago sin oficio (1958)
- Furias desatadas (1957)
- La mafia del crimen (1957)
- La maldición de la momia azteca (1957)
- La momia azteca (1957)
- Secuestro diabólico (1957)
- Sueños de oro (1957)
- Los tigres del ring (1957)
- El torneo de la muerte (1957)
- Los tres vivales (1957)
- El zorro Escarlata (1957)
- Pobres millonarios (1957)
- Esposa te doy (1957)
- Los tres bohemios (1957)
- Hay ángeles con espuelas (1957)
- La flecha envenenada (1957)
- Los hijos de Rancho Grande (1956)
- Canasta de cuentos mexicanos (1956) .... (segmento «La Tigresa»)
- Besos prohibidos (1956)
- La tercera palabra (1956) .... Sirvienta
- La ilegítima (1955)
- El seductor (1955)
- Las coronelas (1954)
- Cuidado con el amor (1954) .... Chona
- El mil amores (1954) .... Gertrudis
- El rapto (1954)  .... Esposa de Constancio
- Borrasca en las almas (1953)
- Caballero a la medida (1953)
- La infame (1953) .... Leonor
- Hambre nuestra de cada día (1952)
- Los hijos artificiales (1952)
- Póker de ases (1952) .... Fulgencia, sirvienta
- Yo fui una callejera (Carpera) (1952) .... Madrastra de Elena
- Los hijos de María Morales (1952) .... María Morales
- Por qué peca la mujer (1951)
- Salón de belleza (1951)
- Especialista en señoras (1951)
- Cárcel de mujeres (1951) .... Petrona
- Monte de piedad (1950)
- One Way Street (1950) .... Catalina
- Hipólito el de Santa (1950)
- Vino el remolino y nos alevantó (1950)
- Prisión de sueños (1949)
- Soy charro de Levita (1949)
- Mancornadora (1949)
- La santa del barrio (1948)
- De pecado en pecado (1948)
- La novia del mar (1947)
- El casado casa quiere (1947)
- La feria de Jalisco (1947)
- Albur de amor (1947)
- Esperanza (1946)
- El ahijado de la muerte (1946)
- Cásate y verás (1946)
- Sol y sombra (1946)
- Vértigo (1946) .... Nana Joaquina
- El hijo de nadie (1945)
- La reina del trópico (1945)   .... Doña Gumersinda
- La hora de la verdad (1945)
- La señora de enfrente (1945)
- Flor de durazno (1945)
- Adán, Eva y el diablo (1945)
- La sombra de Chucho el Roto (1945)
- Cadetes de la naval (1945)  .... Sra. Pérez
- El museo del crimen (1944) .... Enfermera
- Recuerdos de mi valle (1944)
- Alma de bronce (1944)
- La fuga (1944)
- La mujer sin alma (1943) .... Sra. Camparelli
- Una carta de amor (1943)
- Los miserables (1943) .... Esposa de Thenadier
- Romeo y Julieta (1943)
- Tentación (1943)
- Guadalajara (1943) .... Sra. Severo
- Santa (1943)
- Noches de ronda (1943) .... Doña Petrita
- Jesusita en Chihuahua (1942) .... Tula Tulares de Tulancingo
- Amanecer ranchero (1942)
- Mi viuda alegre (1942)
- La gallina clueca (1941)
- Hasta que llovió en Sayula (1941)
- El jefe máximo (1940)
- Allá en el Trópico (1940)
- ¡Que viene mi marido! (1940)
- Los de abajo (1940)
- Miente y serás feliz (1940)
- Odio (1940)
- El fantasma de medianoche (1939)
- Madre a la fuerza (1939)
- Una luz en mi camino (1939)
- La casa del ogro (1938)
- Los millones de Chaflán (1938)
- La Adelita (1938)
- Bajo el cielo de México (1937)
- La paloma (1937)
- Allá en el Rancho Grande (1936) .... Ángela
- Sor Juana Inés de la Cruz (1935)
- Monja casada, virgen y mártir (1935)
- Dos monjes (1934)
- Corazón bandolero (1934)
- Juárez y Maximiliano (1934)
- El compadre Mendoza (1933) .... María, la muda
- La calandria (1933) .... Salomé
- El prisionero trece (1933) .... Margarita Ramos
- Sobre las olas (1933)
- Revolución (1933)
- Una vida por otra (1932)
- Soñadores de gloria (1930)
- ¿Conoces a tu mujer? (1931)
- El impostor (1931) .... Marie
- El anónimo (1933)
- María (1922) .... Mamá de Efraín

### Telenovelas
- Viviana (1978) .... Matilde #1
- Hermanos Coraje (1972) .... Dominga
- El carruaje (1972) .... Doña Agapita, madre del general Pedro José Méndez
- El edificio de enfrente (1972) .... Lupe
- La gata (1970) .... Doña Tila
- La Constitución (1970) .... Tía Pájaro
- Los Caudillos (1968) .... Belisaria
- Duelo de pasiones (1968) .... Tomasa
- Leyendas de México (1968)
- Amor y orgullo (1966) .... Teo
- Historia de un cobarde (1964)
- El crisol (1964)
- Madres egoístas (1963)
- Las gemelas (1961)

## Como diseñadora de vestuario
- Ahí viene Vidal Tenorio (1948)
- Han matado a Tongolele (1948)
- La novia del mar (1947)
- Escuadrón 201 (1945)
- Cadetes de la naval (1945)
- San Francisco de Asís (1944)
- Sor Juana Inés de la Cruz (1935)
- Juárez y Maximiliano (1934)

## Premios y reconocimientos

### Premios Ariel
| Año  | Categoría              | Película                        | Resultado |
| ---- | ---------------------- | ------------------------------- | --------- |
| 1952 | Mejor actriz de cuadro | Cárcel de mujeres               | Nominada  |
| 1951 | Mejor actriz de cuadro | Vino el remolino y nos alevantó | Nominada  |
| 1947 | Mejor actriz de cuadro | Vértigo                         | Nominada  |

### Premios ACE
| Año  | Categoría               | Película                 | Resultado |
| ---- | ----------------------- | ------------------------ | --------- |
| 1978 | Mejor actriz de reparto | La pasión según Berenice | Ganadora  |